# درک ادیج
درک ادیج (انگلیسی: Derek Edge; ۱۴ فوریهٔ ۱۹۴۲ – ۲۳ اکتبر ۱۹۹۱) بازیکن فوتبال اهل بریتانیا بود.
از باشگاه‌هایی که در آن بازی کرده است می‌توان به باشگاه فوتبال استوک سیتی، باشگاه فوتبال کرو آلکساندرا، باشگاه فوتبال مکلسفیلد تاون، باشگاه فوتبال استافورد رنجرز، و باشگاه فوتبال پورت ویل اشاره کرد.